# Незуци
Незуци (серб. Незуци / Nezuci) — село в общине Вишеград Республики Сербской Боснии и Герцеговины. Население составляет 119 человек по переписи 2013 года.